# Перили (Терни)
Перили је насеље у Италији у округу Терни, региону Умбрија.
Према процени из 2011. у насељу је живело 48 становника. Насеље се налази на надморској висини од 287 м.